# Hans Eklund
Hans Eklund (ur. 16 kwietnia 1969 w Mönsterås) – szwedzki piłkarz występujący na pozycji napastnika. Trener klubu Falkenbergs FF.

## Kariera klubowa
Eklund karierę rozpoczynał w 1984 roku w trzecioligowym zespole Mönsterås GIF. W 1987 roku został graczem pierwszoligowego Östers IF. W 1988 roku spadł z zespołem do drugiej ligi, ale rok później awansował z nim z powrotem do pierwszej. W 1991 roku wraz z Östers dotarł do finału Pucharu Szwecji, zaś w 1992 roku wywalczył z nim wicemistrzostwo Szwecji, a także został królem strzelców pierwszej ligi szwedzkiej.
Pod koniec 1994 roku Eklund przeszedł do szwajcarskiego Servette FC. W 1995 roku wrócił jednak do Östers IF i występował tam przez dwa sezony. W 1998 roku został graczem chińskiego Dalianu Wanda, z którym w tym samym roku zdobył mistrzostwo Chin. Następnie odszedł do duńskiego Viborga. W sezonie 1999/2000 zdobył z nim Puchar Danii, a w klasyfikacji strzelców ligi duńskiej zajął 2. miejsce.
W 2000 roku Eklund przeszedł do zespołu Helsingborgs IF. W tym samym roku wywalczył z nim wicemistrzostwo Szwecji, a w 2003 roku zakończył karierę.

## Kariera reprezentacyjna
W reprezentacji Szwecji Eklund zadebiutował 12 stycznia 1988 w wygranym 4:1 towarzyskim meczu z NRD. W latach 1988–1994 w drużynie narodowej rozegrał 7 spotkań.

## Kariera trenerska
Jako trener Eklund prowadził zespoły Helsingborgs IF, Viborg FF, Falkenbergs FF oraz Kalmar FF. W 2013 roku wraz z Falkenbergiem wywalczył awans z drugiej ligi do pierwszej.